# Det Vestromerske Riges fald
Det Vestromerske Riges fald (Romerrigets Fald eller Roms Fald) var en proces med nedgang i det Vestromerske rige, hvor man ikke formåede at håndhæve styret og store områder blev delt op i mindre enheder. Romerriget mistede sin styrke, der havde muliggjort effektiv kontrol; moderne historikere nævner faktorer som effektivitet og antallet af soldater, sundhed og den romerske befolkning, økonomiens slagkraft, kejserens kompetencer, religiøse og civiladministrative ændringer. Øget pres fra barbarerne bidrog i høj grad til rigets kollaps. Årsagerne er interessante for historiografien om antikken og emne for mange moderne diskussioner om statsforfald.
Vigtige datoer er 117 e.Kr., hvor riget havde sin største udstrækning, og Diocletians kroning 284. Store territoriale tab begyndte i 376, hvor en storstilet invasion af gotere og andre begyndte. Efter at have vundet to ødelæggende borgerkrige i 39 e.Kr., døde Theodosius 1.. Det efterlod en svækket hær og et rige, der stadig var plaget af goter og delt mellem to uduelige sønner. I 476 da Odoaker afsatte kejser Romulus, havde den vestromerske kejser en ubrugelig militær, politisk og finansiel magt uden kontrol over de spredte vestlige områder, som stadig kunne kaldes romerske. De invaderende barbarer havde etableret deres magt i størstedelen af det vestromerske rige. Selvom det stadig eksisterede i flere hundrede år, og dets kulturelle indflydelse stadig ses i dag, fik det Vestromerske Rige aldrig styrken til at rejse sig.
Faldet er ikke bare en historisk afslutning; perioden kaldes senantikken med vægt på den kulturelle kontinuitet under og efter den politiske kollaps.